# Гославиці (Нижньосілезьке воєводство)
Гославиці (пол. Gosławice, нім. Gniefgau) — село в Польщі, у гміні Менкіня Сьредського повіту Нижньосілезького воєводства.
Населення — 153 особи (2011).
У 1975-1998 роках село належало до Вроцлавського воєводства.

## Демографія
Демографічна структура станом на 31 березня 2011 року:
|          | Загалом | Допрацездатний вік | Працездатний вік | Постпрацездатний вік |
| -------- | ------- | ------------------ | ---------------- | -------------------- |
| Чоловіки | 75      | 11                 | 54               | 10                   |
| Жінки    | 78      | 13                 | 46               | 19                   |
| Разом    | 153     | 24                 | 100              | 29                   |